# 未知事物的天賦
未知事物的天賦（。〈未知事物的天賦：得自印尼舞蹈島的自然，治療及啟發之真實故事〉，未知事物的禮物）是一本由萊爾·沃森所著的民俗科普書籍。書中講述了一趟真實的冒險，沃森到一個偏遠的印度尼西亞島嶼。他的來到受到當地人所歡迎，而當地的人他們擁有強大而神秘的文化，及對於顏色、聲音及動作有獨特的理解特別引人入勝。
吉姆·卡帕爾迪(Jim Capaldi)的專輯熾烈的心(Fierce Heart)裡的歌曲“未知事物的天賦(Gifts of Unknown Things)”，其靈感亦來自於本書。

## 內容大意
書中描述到沃森在印尼的"舞蹈島"(Dancing island)觀察到非尋常且奇異之民俗。在島上他與一位印度尼西亞女巫的接觸，女巫表演一種儀式舞蹈，能使一整排樹瞬間消失在空中。沃森和其它觀眾繼續再觀看女巫進行儀式舞蹈，她又使一整排樹又重新的出現，接著又消失，如此重複好多次。此種女巫的舞蹈儀式，使沃森體會到自然非尋常的一面。